# Sandy Tung
Sandy Tung es un director, escritor y productor de cine independiente estadounidense. 

## Vida
Tubg nació en Staten Island, Nueva York. Recibió una maestría en cine de la Universidad de Nueva York.

## Carrera
Sus largometrajes incluyen A Marriage (1983), Across the Tracks (1991), Confessions of a Sexist Pig (1998), Shiloh 2: Shiloh Season (1999), Soccer Dog: European Cup (2004), Shiloh 3: Saving Shiloh (2006), y Alice al revés (2008). Tung también fue el primer director de ascendencia asiático-americana en recibir el prestigioso premio Directors Guild of America por su dirección del especial de vacaciones escolares de CBS, "The Day the Senior Class Got Married" (1985).